# Werchter
Werchter es un pequeño pueblo de Bélgica que ha formado parte del municipio de Rotselaar desde el 1 de enero de 1977. Es la sede del Festival Rock Werchter y el lugar de nacimiento de los pintores Cornelius van Leemputten y Frans Van Leemputten. Se desconoce el origen del nombre de la Werchter, pero se cree que está relacionado con el agua.

## Rock Werchter
Rock Werchter es un festival de música que se celebra anualmente durante el primer fin de semana de las vacaciones de verano en Werchter. Fue organizado por primera vez en 1974 y desde 2003 el festival tiene una duración de cuatro días, y las ediciones de 2003 y 2005 ganó el premio Arthur para el mejor festival del mundo de la Conferencia Internacional de música en directo. Es el mayor festival de música en Bélgica y uno de los mayores festivales de Europa. Es aún más famoso a través de las fronteras belgas. Cada año, muchos grupos y artistas de renombre realizan en el Rock Werchter, y más de 320.000 personas vienen al festival. Originalmente se trataba de un doble-festival, denominado "Rock-Werchter Torhout", con dos zonas de festivales en diferentes lugares en Bélgica: una en Werchter y uno en Torhout. También hay un "Rock Werchterroute", una ruta en bicicleta, alrededor de Werchter y Lovaina, que también organiza un festival anual de música que está entre los más populares en Bélgica, Marktrock.
- Datos: Q1354834
- Multimedia: Werchter / Q1354834

1. ↑  Worldpostalcodes.org, código postal n.º 3118.